# 平均故障間隔
平均故障間隔（英語：Mean time between failures，縮寫：MTBF）是可靠度工程及製造工程學的名詞，意即是產品在操作使用或測試期間的平均连续無故障时间，需要注意的是，这里探讨的MTBF并非一个实测值，而是在产品设计阶段工程师依据理论所估算出的参考值。但是仍有例外，例如在文獻所探討的MTBF是透過記錄每次故障而統計出來的，的確就是實測值。
使用平均故障間隔時，一般假設故障的系統可以立刻修復。倘若故障的系統無法修復，一般改用MTTF（故障前平均時間）來說明。
平均故障間隔并非指系统一定出现物理性损坏，而是取决于该系统如何定义“故障”。例如对于需要高可靠性的复杂系统来说，“故障”就可能指的是系统出现预期以外的状况使得必须停止工作并维护。能通过良好的维护而加以避免，或者直接导致设备除役的“故障”以及计划内必须使设备停止工作的维护并不在这个定义所考虑的范畴之内。

## 概览
失效时间是指上一次设备恢复正常状态（圖中的up time）起，到设备此次失效那一刻（圖中的down time）之间間隔的时間。
MTBF值是产品设计时要考虑的重要参数，可靠度工程师或设计师经常使用各种不同的方法与標準来估计产品的MTBF值。相關標準包括MIL-HDBK-217F、Telcordia SR332、Siemens Norm、Fides或UTE C 80-810（RDF2000）等。不过这些方法估计到的值和實際的平均故障間隔仍有相當的差距。计算平均故障間隔的目的是为了找出设计中的薄弱环节。

## 数学定义
有了上面的解释，可以将MTBF用如下的数学式表达：
{\displaystyle {\text{MTBF}}={\frac {\sum {({\text{downtime}}-{\text{uptime}})}}{\text{failure times}}}.\!}
另外，在工程学上，常用希腊字母 θ来表示MTBF，既有：
{\displaystyle {\text{MTBF}}=\theta .\!}
在概率论中，可用{\displaystyle f(t)}形式的概率密度方程表示MTBF，既有：
{\displaystyle {\text{MTBF}}=\int _{0}^{\infty }tf(t)\,dt\!}
此处ƒ指的是直到下次失效经过时长的概率密度方程——满足标准概率密度方程——
{\displaystyle \int _{0}^{\infty }f(t)\,dt=1.\!}